# 斯沃普冰川
斯沃普冰川（英語：Swope Glacier）是南極洲的冰川，位於瑪麗伯德地，流經伍德沃山和韋斯特山，最終注入蘇茲貝格灣，現時由南極條約體系管理。